# Intendente de la región de Arica y Parinacota
El Intendente de la Región de Arica y Parinacota fue la autoridad designada por el presidente de la República para ejercer el gobierno de la Región de Arica y Parinacota, Chile, como su representante natural e inmediato en dicho territorio. Además participaba en la administración de la región, como órgano que integra el Gobierno Regional de Arica y Parinacota.

## Historia
Hasta 2007, el territorio de Arica y Parinacota fue una provincia de la Región de Tarapacá, siendo el cargo más importante la figura del Gobernador de la Provincia de Arica. Aquel año fue transformada en una región, como la actual Región de Arica y Parinacota.
Una reforma constitucional del año 2017 dispuso la elección popular del órgano ejecutivo del gobierno regional, creando el cargo de gobernador regional y estableciendo una delegación presidencial regional, a cargo de un delegado presidencial regional, el cual representa al poder ejecutivo y supervisa las regiones en conjunto a los delegados presidenciales provinciales. Tras las primeras elecciones regionales en 2021, y desde que asumieron sus funciones los gobernadores regionales y delegados presidenciales regionales, el 14 de julio de 2021, el cargo de intendente desapareció en dicha fecha mencionada, siendo Roberto Erpel Seguel su último titular.

## Intendentes de la Región de Arica y Parinacota (2007-2021)
| Intendente/a             | Partido | Partido | Período                                       | Presidente/a | Presidente/a               |
| ------------------------ | ------- | ------- | --------------------------------------------- | ------------ | -------------------------- |
| Luis Rocafull López      |         | PS      | 8 de octubre de 2007 - 11 de marzo de 2010    |              | Michelle Bachelet          |
| Rodolfo Barbosa Barrios  |         | Ind.    | 11 de marzo de 2010 - 2 de noviembre de 2011  |              | Sebastián Piñera Echenique |
| José Durana Semir        |         | UDI     | 2 de noviembre de 2011 - 11 de marzo de 2014  |              | Sebastián Piñera Echenique |
| Emilio Rodríguez Ponce   |         | Ind.    | 11 de marzo de 2014 - 25 de agosto de 2015    |              | Michelle Bachelet          |
| Gladys Acuña Rosales     |         | PS      | 25 de agosto de 2015 - 11 de marzo de 2018    |              | Michelle Bachelet          |
| Loreto Letelier Salsilli |         | UDI     | 11 de marzo de 2018 - 1 de septiembre de 2019 |              | Sebastián Piñera           |
| Roberto Erpel Seguel     |         | UDI     | 2 de septiembre de 2019 - 14 de julio de 2021 |              | Sebastián Piñera           |